# Семиглазов, Вячеслав Андреевич
Вячеслав Андреевич Семиглазов (1 января 1941, Баку, СССР — 29 мая 1995, Баку, Азербайджан) — советский футболист. Выступал на позиции защитника.

## Карьера
Воспитанник бакинского клуба «Лениннефть». Семиглазов играл за «Нефтяник» (позже «Нефтчи») и ЦСКА. В 1962 году вошёл в состав 33 лучших футболистов СССР (№ 3). После карьеры был тренером ряда ДЮСШ и нескольких любительских клубов Азербайджана.